# Betraying the Martyrs
Betraying the Martyrs («Предавая мучеников») — французская метал-группа из Парижа, Франция.

## История

### Формирование группы и уход Чаицки (2008—2010)
Betraying the Martyrs была основана в 2008 году. До присоединения к Betraying the Martyrs, Чаицки играл во французской металкор-группе Darkness Dynamite, Гийе был ведущим вокалистом и клавишником в постхардкор-группе The Beverly Secret, Вигье и Д’Анжело были в металкор-группе Black Curtains, а Хаузер — в маткор-группе Beyond The Dust.
18 ноября 2009 года Betraying the Martyrs выпустили свой дебютный мини-альбом The Hurt The Divine The Light, самостоятельно спродюсированную запись, по большей части финансируемую самой группой и записанную Стефаном Бюрье (Stephane Buriez). Копий мини-альбома только во Франции продано более 2000. Альбом рассказывает историю Авраама по мотивам из библии.
В их первом европейском туре «The Survivors Tour» (2010) они играли в поддержку Whitechapel, Dark Funeral, Darkness Dynamite, A Skylit Drive, Adept, Despised Icon, Dance Gavin Dance, While She Sleeps и Shadows Chasing Ghosts. Во время этого тура группа и встретила своего второго вокалиста, британца Аарона Мэттса, который вскоре после этого заменил Чаицки (Чаицки был не в состоянии продолжать участвовать в группе по личным причинам).

### Breathe In Lifeи уход Салена (с 2011)
В 2011 году группа начала работу над своим первым альбомом и быстро подписала контракты с Sumerian Records в Северной Америке и Listenable Records для остальных стран. 23 сентября 2011 года, дебютный альбом Betraying the Martyrs, Breathe In Life, был выпущен во всем мире. Альбом был смикширован Чарльзом Джей Уоллом (Charles J Wall), и обложка была создана Хаузером, бас-гитаристом группы. Альбом обсуждает центральные темы жизни, веру и межличностные отношения.
В период с апреля по май 2011 года группа завершила свой второй европейский тур, «Breathe In Life Tour», для продвижения своего дебютного альбома. Тур включал выступления в Германии, России, Украине, Польше , Чехии, Швейцарии, Австрии, Люксембурге, Бельгии, Франции, Нидерландах и Соединенном Королевстве. Поддержку на «Breathe In Life Tour» оказывали русская дэткор-группа My Autumn и Despite My Deepest Fear. осенью того же года группа гастролировала по США с Born of Osiris, Veil Of Maya, Carnifex и Structures.
Breathe In Life был тепло встречен рецензентами по всей Европе и получил заметно более высокое признание по сравнению с другими группами своего жанра.
Знаменитый журнал French Guitarist Mag назвал альбом одним из топ-5 альбомов 2011 (сразу за Megadeth), а также назвал группу лучшим новичком года в секции HARD METAL. Гибсон назвал их одной из десяти метал-групп, которые стоит послушать летом 2012 наряду с такими группами как Asking Alexandria или Five Finger Death Punch.
В мае 2012 года Антуан покинул группу и был заменен русским барабанщиком Марком Мироновым из дэткор-группы My Autumn.

### Phantom
Группа отправилась в студию после гастролей с Asking Alexandria в Европе. Phantom выпущен Sumerian Records 15 июля 2014 года.
28 мая 2014 года группа выпустила новую песню под названием «Where The World Ends».
17 июня 2014 года группа выпустила новую песню под названием «Jigsaw».
14 июля 2014 года группа выпустила кавер-версию «Let It Go» (взята из фильма «Холодное сердце», получившего премию «Оскар»). Также 15 июля Betraying The Martyrs выпустили свой второй полнометражный Phantom.

### Уход Миронова иResilient
2 июня 2016 года группа начала записывать новый альбом. В середине июля в небольшом клипе было показано название первого сингла «The Great Disillusion», который вышел 27-го числа того же месяца. Песня была выпущена в этот день с полноценным видеороликом, который получил очень позитивную реакцию от фанатов.
Выпуск видеоролика, с учётом того факта, что Марк Миронов, барабанщик BTM с 2012 года, был заменен. Приветствуя Бориса Ле Галя, чтобы занять его место, группа опубликовала следующее заявление на своем официальном сайте:
«Как некоторые из вас, возможно, заметили, наш барабанщик и друг Марк Миронов больше не является членом Betraying The Martyrs; это происходит в результате продолжающихся проблем с визой, поскольку Марк является гражданином России. Повышенные трудности стали тяжелым бременем для группы: как с точки зрения стабильности, так и с финансовой стороны».
После гастролей The Great Disillusion, длившихся все лето и осень, Betraying The Martyrs выпустили второй сингл 13 ноября под названием «Won’t Back Down», лирика, занимающая позицию против террористических атак во Франции и во всем мире: «Через год после ужасных парижских атак, давайте вспомним, кто мы и чего мы стоим, чтобы мы не забыли».
Третий сингл был выпущен 30 ноября под названием «Lost For Words» с симфоническим фоном и более заметным чистым вокалом Виктора Гийе.
Альбом Resilient был выпущен 27 января 2017 года.

### Уход Д’Анжело
В сентябре был выпущен кавер на песню группы песни Avenged Sevenfold «Bat Country» из альбома Tribute журнала «Hammer to the Kings — The Tribute to Avenged Sevenfold» от этого года. Позже в том же месяце группа объявила, что ведущий гитарист Лукас Д’Анжело покидает группу, желая сосредоточиться на создании музыки в разных стилях. Также в заявлении группа объявила, что их новым гитаристом будет Стивс Остин и что он выступал в кавере на Avenged Sevenfold. Группа работает над четвёртым студийным альбомом.

### Уход Мэттса
2 апреля 2021 года Аарон Мэттс объявил о своем уходе из группы.
14 октября группа выпустила новый сингл и представила нового вокалиста Руи Мартинса.

## Музыкальный стиль
Стиль группы представляет собой смесь различных аспектов из нескольких поджанров экстремального метала. Группа использует брейкдауны, бластбиты и низкий гроулинг, которые являются основными элементами дэткора. Они добавляют чистый вокал, припевы и программирование, которые являются ключевыми элементами в металкоре и пост-хардкоре. Кроме этого, они также используют техничные рифы, существующие в техничном дэт-метале, изменения в ключе и нечетные тактовые размеры, существующие в прогрессивном метале. Также используется большое количество синтезаторной музыки для имитации оркестровых элементов, которые могут быть найдены в мелодичном дэт-метале. Элементы дэткора в музыке группы являются наиболее распространенными.

## Дискография

### Полноформатные альбомы
- 2011 — Breathe In Life (Sumerian/Listenable)
- 2014 — Phantom
- 2017 — The Resilient
- 2019 — Rapture

### Мини-альбомы
- 2009 — The Hurt The Divine The Light
- 2022 — Silver Lining

### Синглы
- 2010 — «Survivor» (кавер Destiny’s Child)
- 2011 — «Man Made Disaster» (Sumerian, Listenable)
- 2011 — «Tapestry Of Me» (Sumerian, Listenable)
- 2016 — «The Great Disillusion» (Sumerian, Listenable)
- 2018 — «Bat Country» (кавер Avenged Sevenfold)
- 2021 — «Black Hole» (Out Of Line Music)
- 2023 — «Godspeed»

## Состав группы
Текущие
- Батист Вигье — ритм-гитара (с 2008)
- Виктор Гийе — клавишные, чистый вокал, экстрим-вокал (с 2008)
- Валентин Хаузер — бас-гитара (с 2008)
- Руи Мартинс — экстрим-вокал  (с 2021)
- Борис Ле Галь — барабаны (с 2016)
- Стивс Остин — соло-гитара (с 2018)

Бывшие
- Аарон Мэттс — экстрим-вокал  (2010—2021)
- Эдди Чаицки — экстрим-вокал  (2008—2010)
- Фабьен Клеви — соло-гитара (2008—2010)
- Антуан Сален — барабаны  (2008—2012)
- Марк Миронов — барабаны, перкуссия (2012—2016)
- Лукас Д’Анжело — соло-гитара, бэк-вокал (2010—2018)

Временная шкала